# Joanna Roth
Joanna Roth (Århus, Dinamarca, 1965) es una actriz británica.

## Biografía
Nacida Joanna Angelis, tras su nacimiento se mudó con su familia a Glasgow, Escocia.
Estudió en la Real Academia de Arte Dramático (Royal Academy of Dramatic Art) (RADA) y ha aparecido en cine, televisión y teatro en papeles como Ophelia en la película Rosencrantz & Guildenstern están muertos. 
Está casada con el actor británico John Hannah. Viven en Oxfordshire con sus dos hijos. Ella apareció con su marido en la serie de la BBC One titulada New Street Law, ITV's Rebus, y la película Sliding Doors, y en la obra de teatro A Bright Light Shining.
Actuó en un capítulo de la serie Los Casos de Sherlock Holmes de la televisora "Granada Television", titulado "El misterio del valle Boscombe" (The Boscombe Valley Mistery), emitido el 14 de marzo de 1991, donde desempeñó el papel de una joven de 18 años llamada Alice Turner, quien solicita al señor Sherlock Holmes que evite la muerte de un joven al que ella ama, llamado James McCarthy acusado de asesinar a su padre.